# Pseudaenidea
Pseudaenidea là một chi bọ cánh cứng trong họ Chrysomelidae.
Chi này được miêu tả khoa học năm 1938 bởi Laboissiere.

## Các loài
Các loài trong chi này gồm:
- Pseudaenidea elegans (Harold, 1879)
- Pseudaenidea limbata Laboissiere, 1938
- Pseudaenidea monardi Laboissiere, 1930